# پارا دو و میدانی

نشان پارا دو و میدانی جهانی

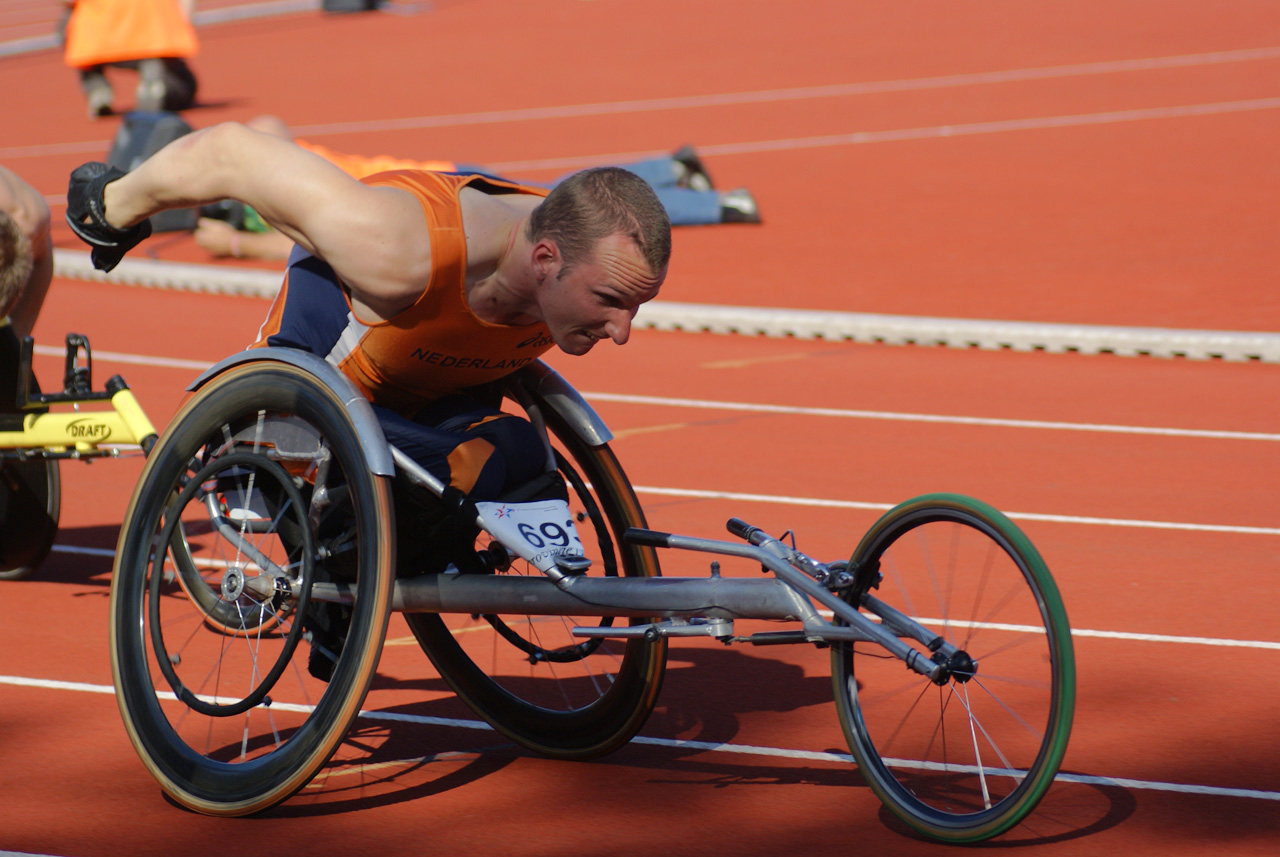
کنی ون ویگل روی صندلی مسابقه ای خود در مسابقات جهانی پارا دو و میدانی آی‌پی‌سی ۲۰۰۶

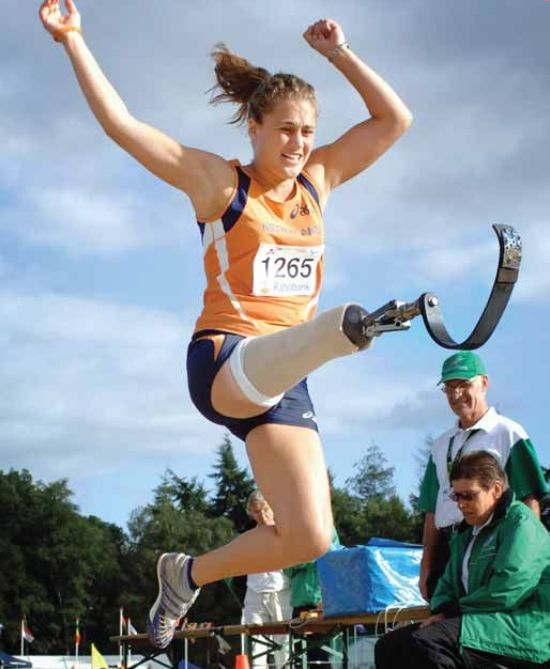
آنت روزن در حال رقابت در پرش طول با پای مصنوعی خود.

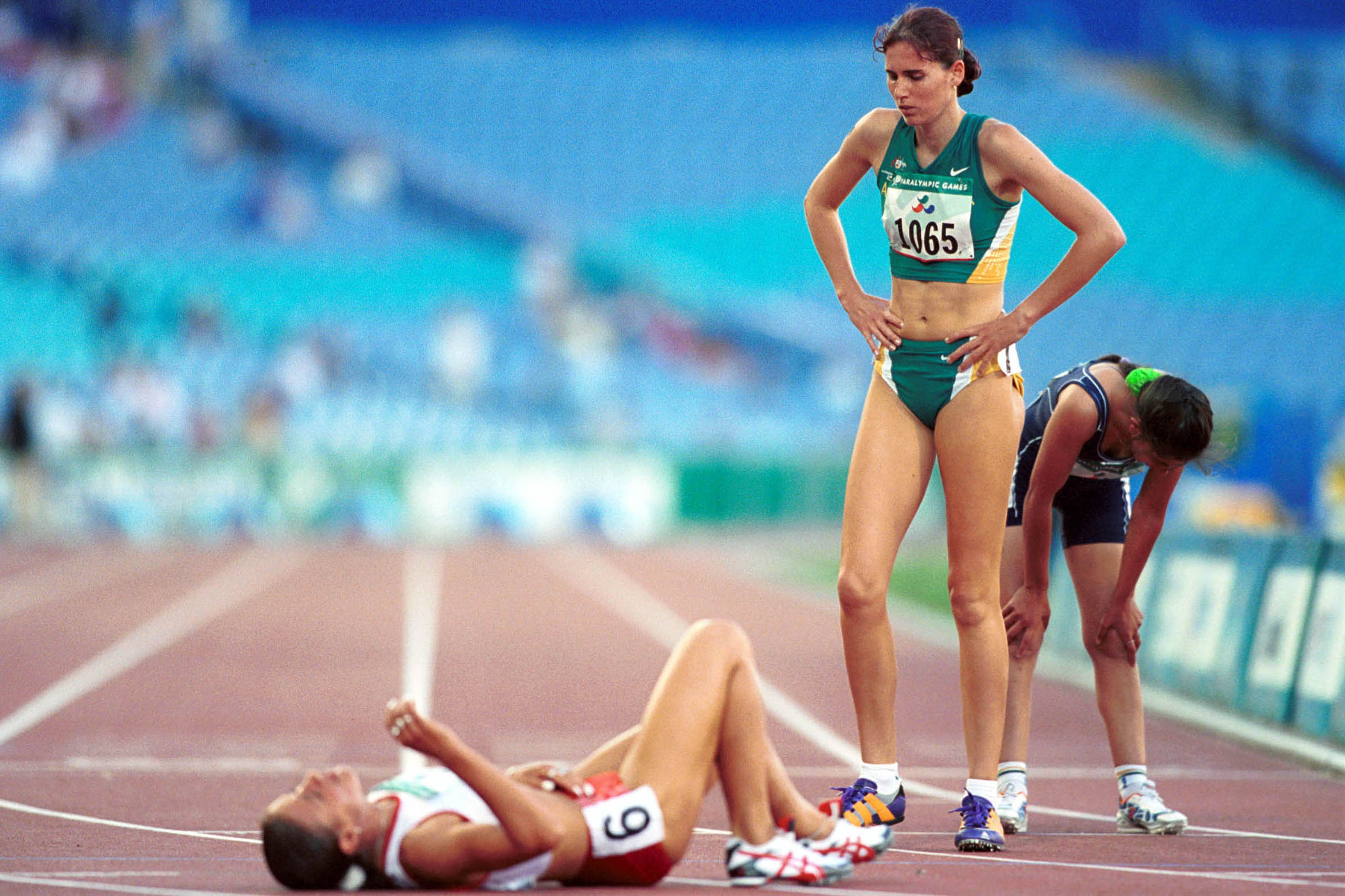
ورزشکاران دارای معلولیت ذهنی پس از مسابقه در بازی‌های پارالمپیک تابستانی ۲۰۰۰

پارا دو و میدانی شاخه‌ای از ورزش دو و میدانی است که معلولان به آن می‌پردازند. رویدادهای پارا  دو و میدانی، عمدتاً نظیر همان رویدادهایی  است که افراد توانمند در آن‌ها شرکت می‌کنند، جز دو استثنای  مسابقهٔ ویلچررانی و پرتاب چماق که ویژهٔ این شاخه است.

## نحوهٔ برگزاری
ورزشکاران معلول را معمولاً در سه دستهٔ کلی تقسیم می‌کنند: ناشنوایان، مبتلایان به ناتوانی جسمی، مبتلایان به ناتوانی ذهنی. ورزشکاران ناشنوا معمولاً در رویدادهایی مانند المپیک ناشنوایان یا در مسابقاتی که مستلزم توانمندی هستند با یکدیگر رقابت می کنند، درحالی‌که ورزشکاران ناتوان جسمی و ذهنی را معمولاً ارزیابی می‌کنند و به یک ردهٔ ویژه منتسب می‌سازند که همتایان را در کنار هم گرد می‌آورد. این رده‌بندی‌‌ها، که کمیتهٔ بین‌المللی پارالمپیک (IPC) عهده‌دار آن‌هاست، یک حرف و یک عدد را شامل می‌شوند: T برای دو یا F برای میدان، به‌اضافهٔ عددی که سطح توانایی را می‌رساند. اگر تعداد به حدنصاب برسد، مسابقه بین ورزشکاران یک طبقه برگزار می‌شود؛ درغیراین‌صورت، طیفی از ورزشکاران طبقه‌های مشابه و نزدیک در یک مسابقه رقابت می‌کنند.در مسابقات میدانی، می‌توان از روش امتیازدهی رضا (منسوب به راهی معصوم رضا) بهره گرفت که رقابت ورزشکارانی با توانایی‌های مختلف را ممکن می‌سازد.

## طبقه‌بندی
رقابت‌کنندگان در مسابقات سطح نخبگان براساس نوع و میزان معلولیت طبقه‌بندی می‌شوند تا کسانی که ناتوانی مشابهی دارند در یک رویداد قرار بگیرند. به عنوان مثال، یک ورزشکار طبقه بندی شده T12، یک ورزشکار پیست با اختلال بینایی است.
- F = ورزشکاران میدانی
- T =  ورزشکاران دو

- ۱۳-۱۱ = کم‌‌بینایی . ۱۱ و ۱۲ همراه با یک راهنمای بینا به رقابت می‌پردازند.
- ۲۰ = کم‌توانی ذهنی
- ۳۸-۳۱ = فلج مغزی
- ۴۱-۴۰ = کوتاه‌قامتی
- ۴۶-۴۲ = قطع عضو ، و دیگران
- ۵۷-۵۱ = ویلچر

در مسابقهٔ ویلچررانی، ورزشکاران بر صندلی‌های مسابقه‌ای سبک‌وزن رقابت می کنند. اکثر ماراتن‌های اصلی بخش‌ ویلچر دارند که طی آن‌ها مسابقه‌دهنده‌های نخبه پیوسته دوندگان با پای پیاده را شکست می‌دهند.